# Cá ba gai
Gasterosteus aculeatus là một loài cá bản địa hầu hết các vùng nước ven biển nội địa phía bắc 30 ° N. Loài này từ lâu đã là đề tài nghiên cứu khoa học vì nhiều lý do. Chúng cho thấy sự thay đổi hình thái tuyệt vời thông qua phạm vi phân bố và di truyền học dân số. Hầu hết quần thể loài này bơi ngược sông (chúng sống trong nước biển nhưng sinh sản trong nước ngọt hoặc nước lợ) và khả năng chịu đựng rất lớn đối với những thay đổi trong độ mặn, một chủ đề được quan tâm đến sinh lý học.
Loài này biểu hiện hành vi sinh sản phức tạp (chiếm cứ một vùng lãnh thổ, xây tổ, chăm sóc trứng và cá con) và chúng có tập tính xã hội (sống thành bầy ngoài mùa sinh sản) làm cho chúng là một nó là một chủ đề phổ biến của cuộc điều tra tập tính học và sinh thái học hành vi cá. Khả năng thích nghi chống lại kẻ săn mồi, tương tác vật chủ-ký sinh trùng, sinh lý học cảm giác, sinh lý sinh sản, nội tiết cũng đã được nghiên cứu nhiều. Các nghiên cứu loài này rất thuận lợi vì trên thực tế chúng rất dễ dàng để tìm thấy trong tự nhiên và dễ dàng nuôi trong bể cá.